# Frederik Heiselberg
Frederik Heiselberg (født 11 februar 2003) er en professionel fodboldspiller der spiller som angriber for fodboldklubben FC Midtjylland. Hans far er den tidligere Sunderland-spiller Kim Heiselberg.

## Klubkarriere

### FC Midtjylland
Heiselberg spillede som helt ung i klubberne Strellev/Lyne GU og Tarm IF. Senere tog han til FC Midtjylland. Efter en fantastisk 2020-21-sæson på FC Midtjyllands U-19-hold, underskrev han en femårig kontrakt med klubben i 2021 og frem til 2026. I hele 2021-22 sæsonen fik Heiselberg ikke en eneste kamp for førsteholdet og derfor i sommeren 2022 blev han lejet ud til 1. divisions klubben FC Fredericia som skulle vare helt til sommeren 2023.

### Lån til Fredericia
Den 16. juli 2022 blev Heiselberg lejet ud fra FC Midtjylland til FC Fredericia i 1. division indtil sommeren 2023 for at få mere erfaring. Den 23. juli 2022 fik Heiselberg senior-debut for Fredericia, da han blev indskiftet for Patrick Egelund i det 55. minut mod Nykøbing FC. Den 29. juli 2022 startede han inde for første gang mod klubben Næstved BK i et 1-0 nederlag. Den 11. september 2022 scorede han sit første mål for klubben som indskifter mod Hobro IK i en 3-1 sejr. Heiselberg og Fredericia skulle den 2. oktober 2022 spille pokalkamp imod klubben Broager UI fra de lavere danske amatør-rækker. Heiselberg scorede hattrick i kampen. Han scorede først i det 21. minut, så det 30. minut, og også i det 57. minut. Kampen endte 8-0 og Fredericia gik videre i turneringen.

### Returnerer til FC Midtjylland
Den 4. januar 2023 forlængede FC Midtjylland Heiselbergs kontrakt og valgte at slutte låneopholdet i FC Fredericia. Heiselberg fik debut for FC Midtjylland i en imponerende 1-1 kamp mod Sporting CP, hvor han startede inde, men blev udskiftet i det 59. minut i stedet for Oliver Sørensen. Heiselberg scorede sit første mål for FCM den 31. marts 2023 imod OB i en 3-1 sejr.